# Mikoláš Aleš
Mikoláš Aleš (Mirotice, 18 de novembro de 1852 – Praga, 10 de julho de 1913), pintor checo do Romantismo nascido no sul da Boémia.
Tendo como cenário para uma vida de sucessivos sucessos o século XIX, Mikoláš Aleš foi um dos mais importantes pintores checos.
Casou-se em 1879 e viajou seguidamente para a Itália.
Morreu aos 60 anos de idade. Hoje encontra-se enterrado no Cemitério Vyšehrad.

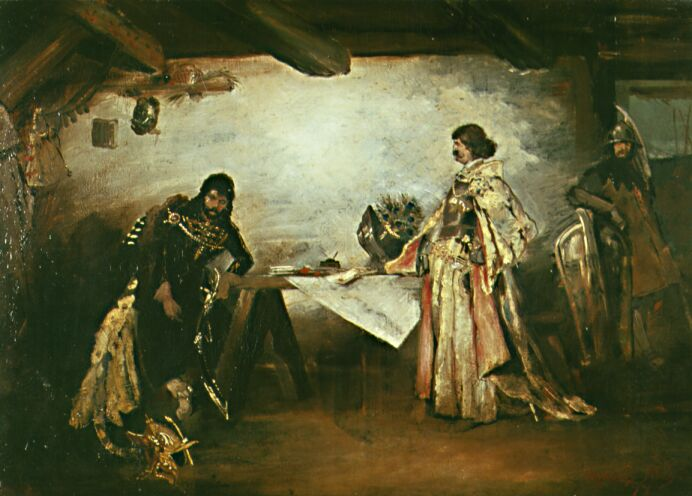
Jorge de Poděbrady y Matías Corvino da Hungría

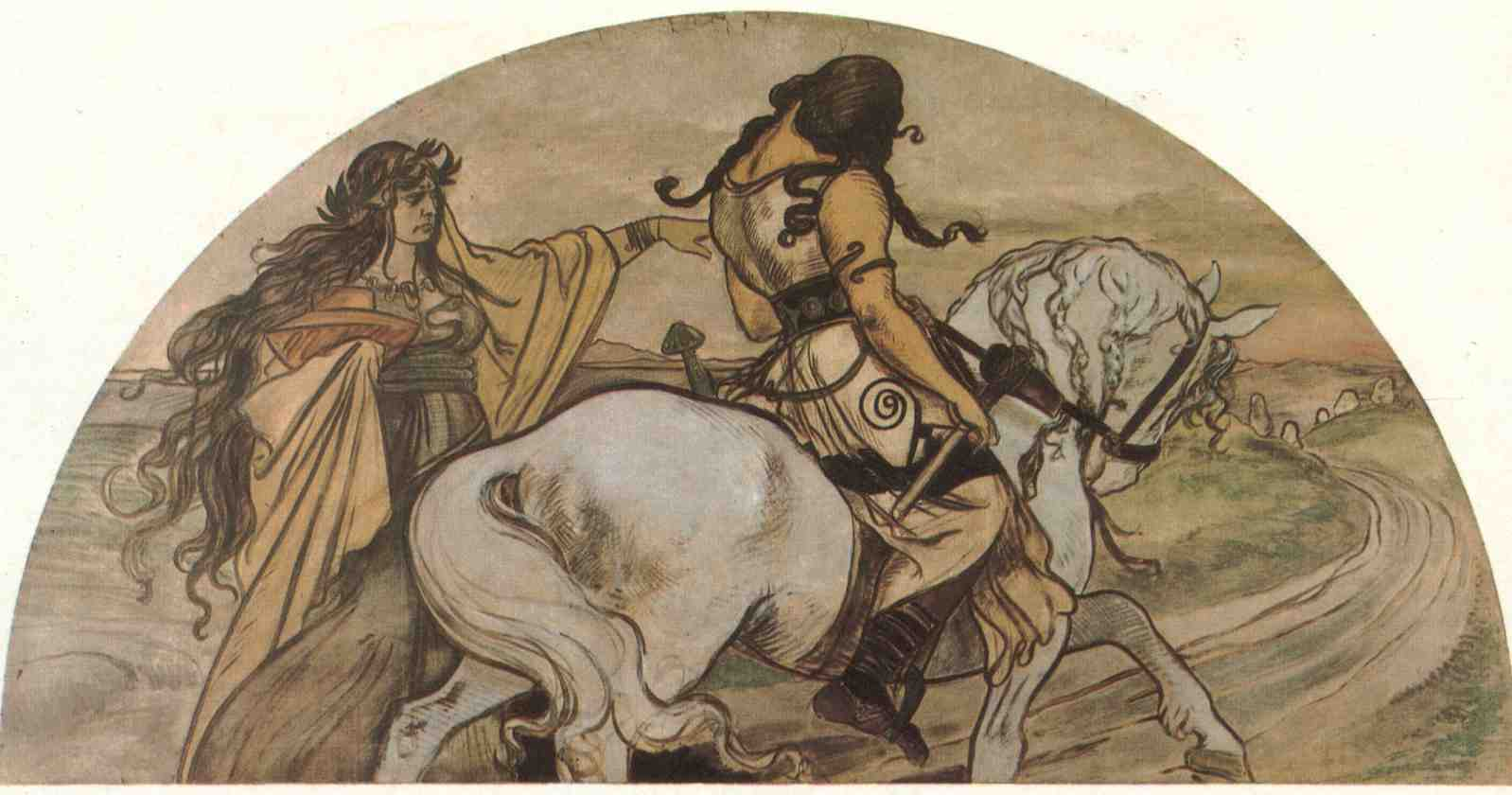
Žalov (1880)
Galerie Artchiv